# Armadillidium coelatum
Armadillidium coelatum är en kräftdjursart som beskrevs av Edward John Miers 1877.
Armadillidium coelatum ingår i släktet Armadillidium och familjen klotgråsuggor. Inga underarter finns listade i Catalogue of Life.